# Gymnelia ichneumonoides
Gymnelia ichneumonoides là một loài bướm đêm thuộc phân họ Arctiinae, họ Erebidae.